# 80 mètres haies aux Jeux olympiques d'été de 1948
Navigation
Berlin 1936 Helsinki 1952
L'épreuve du 80 mètres haies aux Jeux olympiques d'été de 1948 s'est déroulée le 3 et 4 août 1948 dans le Stade de Wembley à Londres, au Royaume-Uni. Elle est remportée par la Néerlandaise Fanny Blankers-Koen.

## Records
Les records mondiaux et olympiques avant la compétition sont les suivants :
| Record du monde  | 11 s 3 | Claudia Testoni Fanny Blankers-Koen | Dresde Amsterdam | 13 août 1939 20 septembre 1942 |
| Record olympique | 11 s 6 | Trebisonda Valla                    | Berlin           | 5 août 1936                    |

## Résultats

### Finale
| Rang               | Athlète             | Pays            | Temps  | Note |
| ------------------ | ------------------- | --------------- | ------ | ---- |
| Médaille d'or      | Fanny Blankers-Koen | Pays-Bas        | 11 s 2 | OR   |
| Médaille d'argent  | Maureen Gardner     | Grande-Bretagne | 11 s 2 | OR   |
| Médaille de bronze | Shirley Strickland  | Australie       | 11 s 4 |      |
| 4                  | Yvette Monginou     | France          | 11 s 8 |      |
| 5                  | Maria Oberbreyer    | Autriche        | 11 s 8 |      |
| 6                  | Libuše Lomská       | Tchécoslovaquie | 11 s 9 |      |

### Demi-finales
Les trois premières de chaque course passent en finale.
| Rang | Athlète             | Pays            | Temps  | Note |
| ---- | ------------------- | --------------- | ------ | ---- |
| 1    | Fanny Blankers-Koen | Pays-Bas        | 11 s 4 | Q    |
| 2    | Maria Oberbreyer    | Autriche        | 11 s 9 | Q    |
| 3    | Libuše Lomská       | Tchécoslovaquie | 12 s 0 | Q    |
| 4    | Joan Upton          | Grande-Bretagne |        |      |
| 5    | Jeanine Toulouse    | France          |        |      |
| 6    | Jean Walraven       | États-Unis      |        |      |

| Rang | Athlète                    | Pays            | Temps  | Note |
| ---- | -------------------------- | --------------- | ------ | ---- |
| 1    | Shirley Strickland         | Australie       | 11 s 7 | Q    |
| 2    | Yvette Monginou            | France          | 11 s 8 | Q    |
| 3    | Maureen Gardner            | Grande-Bretagne | 11 s 8 | Q    |
| 4    | Noemí Simonetto de Portela | Argentine       |        |      |
| 5    | Gerda van der Kade-Koudijs | Pays-Bas        |        |      |
| 6    | Elfriede Steurer           | Autriche        |        |      |

### Séries
Les trois premières de chaque séries passent en demi-finales.
| Rang | Athlète             | Pays            | Temps  | Note  |
| ---- | ------------------- | --------------- | ------ | ----- |
| 1    | Fanny Blankers-Koen | Pays-Bas        | 11 s 3 | Q, OR |
| 2    | Joan Upton          | Grande-Bretagne | 11 s 8 | Q     |
| 3    | Jeanine Toulouse    | France          | 12 s 0 | Q     |
| 4    | Mirja Jämes         | Finlande        |        |       |
| 5    | Marion Huber        | Chili           |        |       |
| 6    | Theresa Manuel      | États-Unis      |        |       |

| Rang | Athlète                     | Pays             | Temps  | Note |
| ---- | --------------------------- | ---------------- | ------ | ---- |
| 1    | Maureen Gardner             | Grande-Bretagne  | 11 s 6 | Q    |
| 2    | Libuse Lomska               | Tchécoslovaquie  | 11 s 8 | Q    |
| 3    | Noemí Simonetto de Portela  | Argentine        | 11 s 8 | Q    |
| 4    | Janine Magnin-Lamouche      | France           | 11 s 9 |      |
| 5    | Domnitsa Lanitou-Kavounidou | Royaume de Grèce |        |      |

| Rang | Athlète            | Pays            | Temps  | Note |
| ---- | ------------------ | --------------- | ------ | ---- |
| 1    | Yvette Monginou    | France          | 11 s 7 | Q    |
| 2    | Shirley Strickland | Australie       | 11 s 9 | Q    |
| 3    | Maria Oberbreyer   | Autriche        | 11 s 9 | Q    |
| 4    | Bernice Robinson   | États-Unis      |        |      |
| 5    | Bertha Crowther    | Grande-Bretagne |        |      |

| Rang | Athlète                    | Pays       | Temps  | Note |
| ---- | -------------------------- | ---------- | ------ | ---- |
| 1    | Elfriede Steurer           | Autriche   | 12 s 2 | Q    |
| 2    | Gerda van der Kade-Koudijs | Pays-Bas   | 12 s 2 | Q    |
| 3    | Jean Walraven              | États-Unis | 12 s 6 | Q    |
| 4    | Kyllikki Naukkarinen       | Finlande   |        |      |
| 5    | Vinton Beckett             | Jamaïque   |        |      |

## Légende
Records et Performances
- AR : Record continental (area record)
- CR : Record des championnats (championship record)
- MR : Record du meeting (meet record)
- NR : Record national (national record)
- OR : Record olympique (olympic record)
- PR : Record paralympique (paralympic record)
- PB : Record personnel (personal best)
- SB : Meilleure performance personnelle de la saison (season's best)
- WL : Meilleure performance mondiale de l'année (world leader)
- WJR : Record du monde junior (world junior record)
- WR : Record du monde (world record)

Circonstances et Conditions
- DNF : N'a pas terminé (did not finish)
- DNS : N'a pas pris le départ (did not start)
- DQ : Disqualification (disqualification)
- NM : Aucun essai valable enregistré (No Mark)
- Q : Qualifié « directement » au prochain tour (ou à la prochaine compétition), lors d'une compétition majeure, grâce au classement ou à la réalisation des minima (automatic qualifier)
- q : Qualifié au prochain tour (ou à la prochaine compétition), lors d'une compétition majeure, grâce au repêchage ou à la réalisation de l'une des meilleures performances parmi celles des « non qualifiés directement » (grâce au meilleur temps ou à la meilleure distance par exemple) (secondary qualifier)